# Dick Wei
Dick Wei (狄威), né le 15 avril 1953 sous le nom de Tu Jilong (涂吉龍), est un acteur, réalisateur et scénariste taïwanais, spécialisé dans les films d'action et d'arts martiaux du cinéma hongkongais.

## Biographie
D'ethnie hakka, il naît à Zhutian (en) dans le sud de Taïwan et commence l'étude des arts martiaux au collège où il remporte de nombreux concours. Il sert plus tard dans l'armée taïwanaise où il obtient le grade de capitaine et est instructeur de combat au corps à corps, en particulier de taekwondo.
Ses premiers films sont réalisés alors qu'il est encore dans l'armée (principalement des productions taïwanaises à petits budgets). Sa première apparition dans un film est peut-être une brève scène de combat avec Ti Lung dans Iron Chain Assassin (1974) de la Shaw Brothers.
Alors qu’il dirige un studio d’arts martiaux à Taipei, il est découvert par Chang Cheh qui le persuade de faire un bout d'essai à montrer à Run Run Shaw. Il signe ensuite avec la Shaw Brothers et émigre à Hong Kong en 1977. Il joue alors dans divers films sous le pseudonyme de « Tu Lung » et apparaît ainsi dans Cinq venins mortels (en), Kid With a Tattoo et Kid with the Golden Arm (en).
Il quitte ensuite la Shaw Brothers pour la Golden Harvest où il rejoint l'équipe d'acteurs/cascadeurs de Sammo Hung aux côtés d'autres célébrités comme Yuen Wah et Lam Ching-ying. Parmi les personnages qu'il joue se trouvent Lo San Pao (le roi des pirates du Marin des mers de Chine), le bandit numéro 6 dans Shanghaï Express, et l'un des hommes de main de Frankie Chan (en) dans Prodigal Son. Sammo l'emploie également pour aider à former Joyce Godenzi (la future Mme Hung) pour le film Eastern Condors. Il aide aussi à entraîner Michelle Yeoh au début de sa carrière d'actrice.
Il joue ensuite toute une variété de méchants honorables et de policiers aux côtés de vedettes telles que Cynthia Khan et Cynthia Rothrock (une rumeur prétend qu'il aurait cassé la mâchoire de celle-ci). Il apparaît également aux côtés de Chow Yun-fat, Stephen Chow et Simon Yam. Il joue en duo avec Yuen Biao dans deux des projets de ce-dernier, The Champions (en) (1983) et Rosa (1986). Il est le chorégraphe des scènes d'action de l'un des premiers films de Jet Li, Dragon Fight (1989), dans lequel il joue également.
Plus récemment, il est retourné vivre à Taïwan où il s'est consacré à la réalisation et la production. Il travaille à la télévision taïwanaise et a joué dans de nombreux films, dont certains téléfilms. En 2009, une rumeur dit qu'il travaillerait sur un projet du type Les Sept Mercenaires avec d'autres acteurs en fin de carrière comme Bryan Leung.

## Filmographie
- Le Chasseur d'aigles (1977)
- Chinatown Kid (en) (1977)
- Crippled Avengers (en) (1978)
- Cinq venins mortels (en) (1978)
- Shaolin Handlock (en) (1978)
- Invincible Shaolin (en) (1978)
- Kid with the Golden Arm (en) (1978)
- The Victim (en) (1980)
- Prodigal Son (1981)
- Carry On Pickpocket (en) (1982)
- Le Gagnant (1983)
- Le Marin des mers de Chine (1983)
- The Champions (en) (1983)
- The Owl vs Bombo (en) (1984)
- Pom Pom (1984)
- Le Flic de Hong Kong (1985)
- Le Flic de Hong Kong 2 (1985)
- Le Sens du devoir 2 (1985)
- First Mission (1985)
- Rosa (1986)
- The Seventh Curse (en) (1986)
- Shanghaï Express (1986)
- Eastern Condors (1987)
- Dragons Forever (1988)
- Pedicab Driver (1989)
- Dragon Fight (1989)